# کسی گاوران
کسی گاوران یک ستاره است که در صورت فلکی گاوران قرار دارد.